# Pandan Arang (Kikim Selatan)
Pandan Arang is een bestuurslaag in het regentschap Lahat van de provincie Zuid-Sumatra, Indonesië. Pandan Arang telt 965 inwoners (volkstelling 2010).